# Otrhánky
Otrhánky este o comună slovacă, aflată în districtul Bánovce nad Bebravou din regiunea Trenčín. Localitatea se află la altitudinea de 232 m deasupra n.m., se întinde pe o suprafață de 4,66 km2 și în 2017 număra 412 locuitori.

## Istoric
Localitatea Otrhánky este atestată documentar din 1598.

## Demografie
| An:                | 1994 | 2004   | 2014   | 2024   |
| ------------------ | ---- | ------ | ------ | ------ |
| Număr de persoane: | 453  | 429    | 402    | 394    |
| Diferență:         |      | −5,29% | −6,29% | −1,99% |

| An:                | 2023 | 2024   |
| ------------------ | ---- | ------ |
| Număr de persoane: | 382  | 394    |
| Diferență:         |      | +3,14% |